# عشق (فیلم ۲۰۰۵)
«عشق» (انگلیسی: Love (2005 film)) یک فیلم است که در سال ۲۰۰۵ منتشر شد.